# Maurice Garin
Vous lisez un « bon article » labellisé en 2016.
Pour les articles homonymes, voir Garin.
Maurice-François Garin (prononcé : [mo.ʁis.fʁɑ̃.swa ɡa.ʁɛ̃]), dit Maurice Garin, né le 3 mars 1871 à Arvier, commune italienne francophone de la Vallée d'Aoste, et mort le 19 février 1957 à Lens, est un cycliste italien, naturalisé français en 1901.
En 1885, à l'âge de 14 ans, il quitte son village natal et traverse la frontière pour chercher du travail en France. Comme la plupart des Valdôtains, il exerce la profession de ramoneur en Savoie, puis dans plusieurs villes du nord de la France. C'est à Maubeuge qu'il découvre le cyclisme en 1892. Après quelques succès chez les amateurs, il devient professionnel au début de l'année 1895. Coureur résistant, régulier et intelligent, sa première partie de carrière est marquée par plusieurs victoires dans les principales classiques de l'époque. Il remporte ainsi deux Paris-Roubaix, en 1897 et 1898, puis s'impose sur Paris-Brest-Paris et Bordeaux-Paris.
En 1903, il remporte le premier Tour de France de l'histoire devant Lucien Pothier. Vainqueur de la première étape, il conserve la première place du classement général de bout en bout, remportant également les 5e et 6e étapes. L'année suivante, dans un contexte de chauvinisme local exacerbé et d'actes de tricherie, il récidive avant d'être déclassé. La victoire dans le Tour 1904 revient alors au jeune Henri Cornet, 5e du classement général. Suspendu deux ans, Maurice Garin met un terme à sa carrière cycliste et se retire à Lens où il assure la gestion d'une station essence. En 1953, au même titre que les anciens vainqueurs de l'épreuve encore en vie, il est mis à l'honneur pour le cinquantième anniversaire du Tour et effectue un tour d'honneur lors de l'arrivée victorieuse de Louison Bobet sur la piste du Parc des Princes.
Ses frères Ambroise et César sont également coureurs cyclistes professionnels.

## Biographie

### Jeunes années
Maurice Garin naît le 3 mars 1871 au hameau « Chez-les-Garin » à Arvier, un village de la Vallée d'Aoste, dans le nord-ouest de l'Italie, près de la frontière française. Le hameau est ainsi dénommé car cinq des sept familles qui y vivent à l'époque portent ce nom,. Son père Maurice-Clément Garin exerce la profession de laboureur à Arvier et sa mère Maria Teresa Ozello travaille dans l'unique hôtel du village. Il est le quatrième des neuf enfants de la famille, et le premier des cinq garçons.

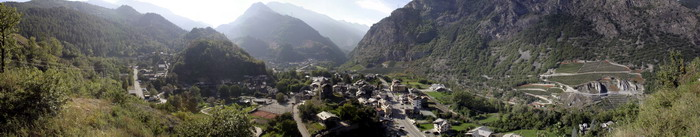
Arvier, dans la Vallée d'Aoste, lieu de naissance de Maurice Garin.

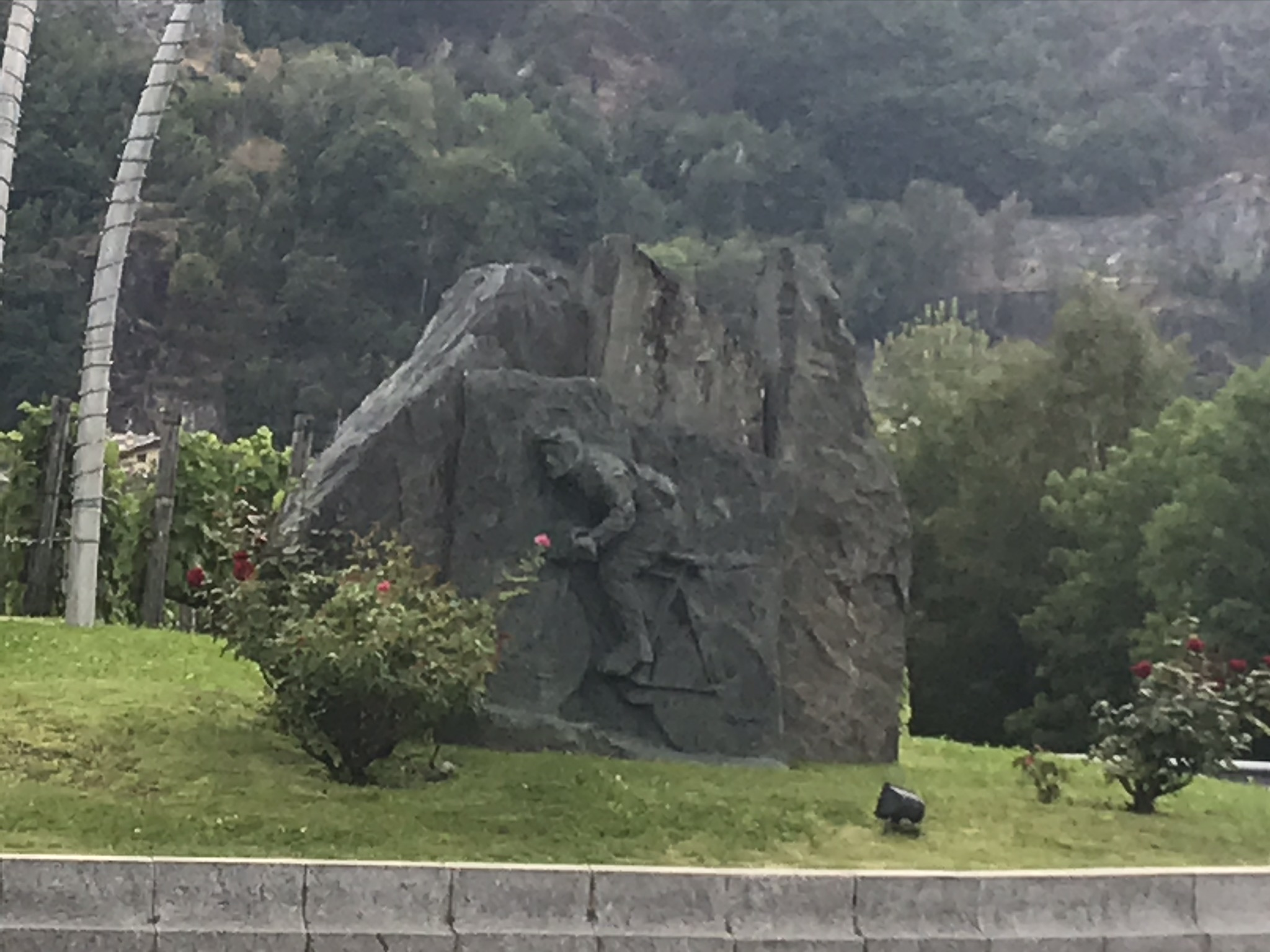
Giratoire dédié à Maurice Garin, près de Léverogne, à Arvier.

En 1885, la famille Garin quitte Arvier pour travailler en France, de l'autre côté des Alpes, comme la plupart des Valdôtains à cette époque, poussés par le désir d'une vie meilleure. De nombreuses spéculations entourent le déménagement des Garin, qui s'est probablement effectué clandestinement. En effet, le sous-préfet d'Aoste avait enjoint aux syndics des communes valdôtaines, par le biais d'une circulaire, de n'autoriser l'émigration des habitants de la région que par la délivrance d'un certificat en observant les plus diligentes précautions. Une anecdote rapporte que, la famille ayant voyagé séparément, Maurice Garin, alors âgé de 14 ans, aurait été échangé contre une meule de fromage à un rabatteur qui venait au Val d'Aoste recruter des jeunes ramoneurs,.
Après avoir travaillé comme ramoneur en Savoie et alors âgé de 15 ans, il poursuit cette activité à Reims, puis à Charleroi en Belgique et enfin à Maubeuge où il s'installe en 1889. Cette même année, il achète son premier vélo pour 405 francs, soit le double de ce que gagne mensuellement un ouvrier. À cette époque, les compétitions cyclistes n'intéressent pas Maurice Garin, qui aime cependant se promener à vélo et rouler vite, au point que les habitants de Maubeuge le surnomment « le fou »,.

### Premiers succès chez les amateurs

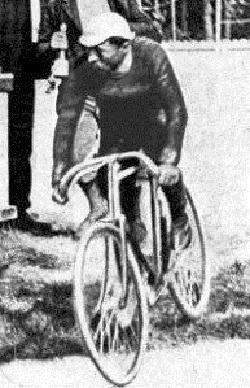
Maurice Garin en 1897.

Maurice Garin dispute sa première course en 1892 lorsque le secrétaire du Vélo-club maubeugeois le persuade de participer à une course régionale, Maubeuge-Hirson-Maubeuge, disputée sur plus de 200 kilomètres. Il se classe cinquième après avoir souffert de la chaleur mais décide de courir plus souvent. Tout en exerçant sa profession de ramoneur, il commence à s'entraîner quotidiennement. L'année suivante, il vend son premier vélo et en achète un autre plus léger et qui possède des pneumatiques, pour la somme de 850 francs.
Il remporte sa première victoire en gagnant la classique Namur-Dinant-Givet et retour, en Belgique, longue de 102 km. Il obtient ce succès non sans mal : alors qu'il se trouve en tête de la course à Dinant, il crève, pose son vélo contre le mur d'un pont puis s'empare du vélo d'un soigneur qui attendait le passage des coureurs. À l'arrivée, vainqueur avec une avance de dix minutes, il rend le vélo à son propriétaire et retrouve le sien le lendemain, là où il l'avait laissé,. Alors que sa réputation grandit dans le nord de la France, il accroît encore sa popularité en remportant une course de 800 kilomètres à Paris en 1894. Il refuse pourtant de devenir professionnel et prépare son matériel lui-même, non sans talent d'après son biographe Franco Cuaz : « Il trouva des jantes plus solides et tendit les rayons pour les rendre plus résistants, même sur les chaussées les plus déformées. Il rendit moins vulnérables les chambres à air en collant à la toile des pneus une mèche de lampe à pétrole. C'était curieux, mais efficace. »
Cette même année, Maurice Garin souhaite s'engager sur une course en circuit à Avesnes-sur-Helpe mais n'est pas autorisé à concourir car celle-ci est alors réservée aux coureurs professionnels. Après le départ du peloton, il s'élance aussi et dépasse rapidement les autres coureurs. Malgré deux chutes, il franchit la ligne d'arrivée en vainqueur. Les organisateurs refusent de lui attribuer la prime de 150 francs destinée au gagnant de la course, mais des spectateurs présents organisent une collecte au sein de la foule enthousiaste et rassemblent la somme de 300 francs pour le récompenser. Ce succès pousse Garin à devenir professionnel.

### Carrière professionnelle

#### De Paris-Roubaix à Paris-Brest-Paris, victoires sur les classiques
Maurice Garin remporte sa première victoire professionnelle dès le mois de février 1895, les 24 heures des Arts libéraux, organisés par le journal Le Vélo. Cette épreuve sur piste se court derrière entraîneurs à bicyclette, tandem ou triplette. Le froid particulièrement tenace en ce début d'année 1895 entraîne l'abandon de nombreux coureurs, tandis que Garin progresse avec régularité. Il s'impose en ayant parcouru 701 kilomètres au terme des 24 heures de course, battant de 49 kilomètres le seul autre coureur ayant achevé l'épreuve, l'Anglais Williams. Outre sa résistance, il explique son succès par une meilleure alimentation que ses concurrents, en évitant notamment l'abus de vin rouge pendant l'épreuve. Lors de ces 24 heures, il déclare avoir consommé « 19 litres de chocolat chaud, 7 litres de thé, 8 œufs au madère, une tasse de café avec de l'eau-de-vie de champagne, 45 côtelettes, 5 litres de tapioca, 2 kg de riz au lait et des huîtres ». Lors de cette même année, il établit le record du monde des 500 kilomètres sur route derrière entraîneurs humains en 15 h 2 min 32 s, les 3 et 4 février.

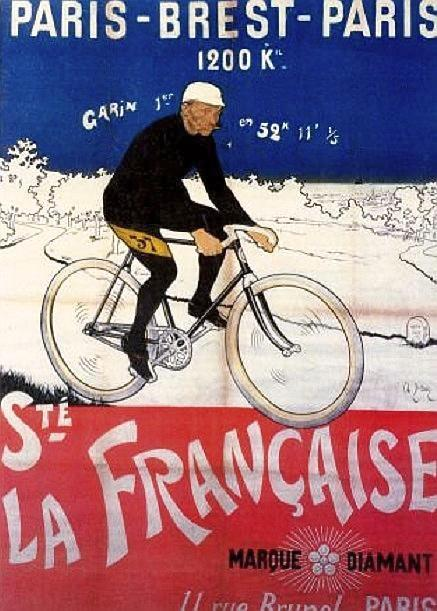
Publicité pour la marque La Française Diamant après la victoire de Maurice Garin lors de Paris-Brest-Paris en 1901.

À la fin du mois de mars 1896, Maurice Garin quitte Maubeuge et s'installe à Roubaix où il devient agent officiel de la marque de vélos La Française qui lui confie la gestion d'un magasin, situé rue de la Gare. La première édition de Paris-Roubaix a lieu en 1896. Il se classe troisième, à quinze minutes derrière l'Allemand Josef Fischer. Il se serait classé deuxième s'il n'avait pas été renversé à la suite d'un accident entre deux tandems, l'un d'eux conduit par son entraîneur. Le cycliste « termine exténué et le docteur Butruille lui donne les premiers soins car deux machines lui sont passées sur le corps ! », comme le raconte l'historien de la course, Pascal Sergent.
Le 30 août 1896, Maurice Garin figure parmi les 32 coureurs qui prennent le départ de Paris-Mons, donné porte Maillot. Après 118 kilomètres de course, lors de la traversée de Compiègne, il passe en tête en compagnie d'Alfred Gilbert. À Saint-Quentin, ce dernier ayant lâché prise, Garin est seul à l'avant, avec une avance de huit minutes sur le Suisse Michel Frédérick. Son avance ne cesse d'augmenter et il s'impose finalement à Mons, reléguant Frédérick à près de 24 minutes.

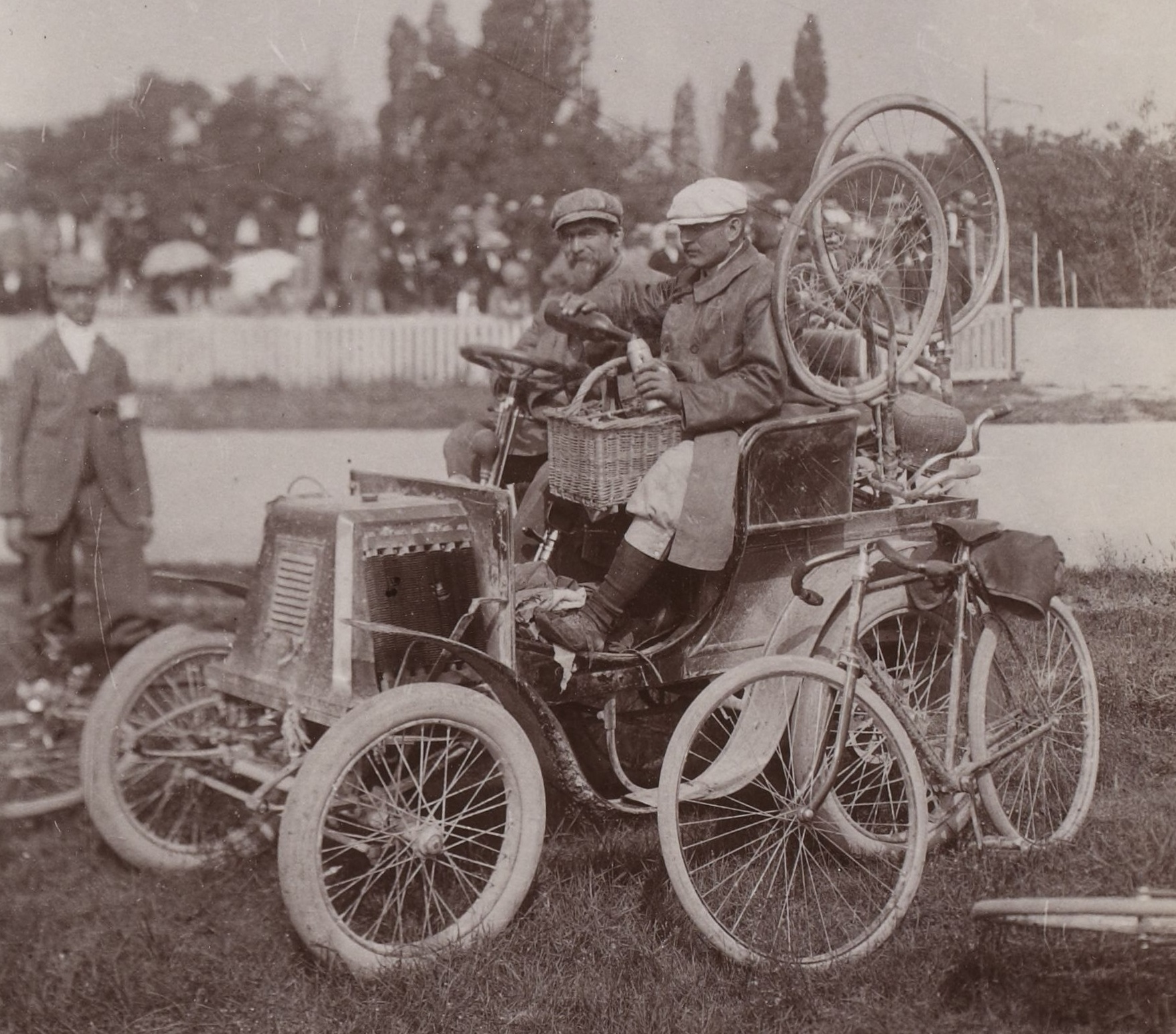
L'automobile de Garin, conduite par ses entraîneurs.

En 1897, il remporte Paris-Roubaix en battant le Néerlandais Mathieu Cordang dans les deux derniers kilomètres sur le vélodrome de Roubaix. Il entre le premier sur le vélodrome de Roubaix où est jugée l'arrivée, suivi du coureur néerlandais qui chute lourdement sur le ciment de la piste. Mathieu Cordang parvient à remonter sur son vélo mais accuse un retard de 100 mètres sur Garin. Déployant une force considérable, il revient peu à peu sur lui mais échoue finalement à deux mètres du vainqueur. Après la course, Maurice Garin déclare : « J'ai gagné, mais Cordang était le plus fort ». En 1900, Cordang prend sa revanche et remporte le Bol d'Or devant l'Allemand Thaddäus Robl et Garin,.
Durant l'été 1897, Maurice Garin fait une nouvelle fois preuve de son talent sur les longues distances. Fin août, il s'impose sur Paris-Cabourg, puis au début du mois de septembre, il gagne la course Paris-Royan, au terme d'un parcours de 561 kilomètres. Son premier poursuivant, Alexandre Foureaux, compte plus d'une heure et demie de retard à l'arrivée.
Maurice Garin gagne à nouveau Paris-Roubaix en 1898 avec un écart beaucoup plus important que l'année précédente sur ses concurrents, puisque le second, Auguste Stéphane, accuse un retard de près d'une demi-heure. Lors de cette édition, Garin bat nettement le temps établi par Josef Fischer en 1896.
Après deux années sans victoire malgré des places d'honneur dans les classiques, Maurice Garin retrouve le succès lors de la saison 1901. Il gagne la deuxième édition de Paris-Brest-Paris, avec près de deux heures d'avance sur Gaston Rivierre, après avoir parcouru 1 208 kilomètres en 52 h 11 min 1 s. Lors de la course, il est en poursuite derrière le Français Lucien Lesna, qui parcourt les 600 premiers kilomètres à la moyenne de 28 km/h et possède une avance confortable de deux heures à Brest. À Rennes, ce dernier suit les conseils de ses entraîneurs et s'arrête pour prendre un bain et récupérer de la fatigue, la saleté et la chaleur. Au sortir de ce bain, en raison du vent de face ou peut-être victime d'une insolation, Lucien Lesna n'avance plus. Garin le dépasse à Mayenne et Lesna abandonne peu de temps après, alors qu'il reste encore 200 kilomètres à parcourir. Lors de cette victoire, Garin améliore de plus de 19 heures le temps réalisé par Charles Terront dix ans plus tôt, lors de la première édition de la course.
En 1902, Garin remporte une autre grande classique de l'époque, Bordeaux-Paris, une course de 500 kilomètres. Il part vivre ensuite rue de Lille à Lens dans le Pas-de-Calais,.

#### Tour de France: premier vainqueur pour l'éternité (1903)

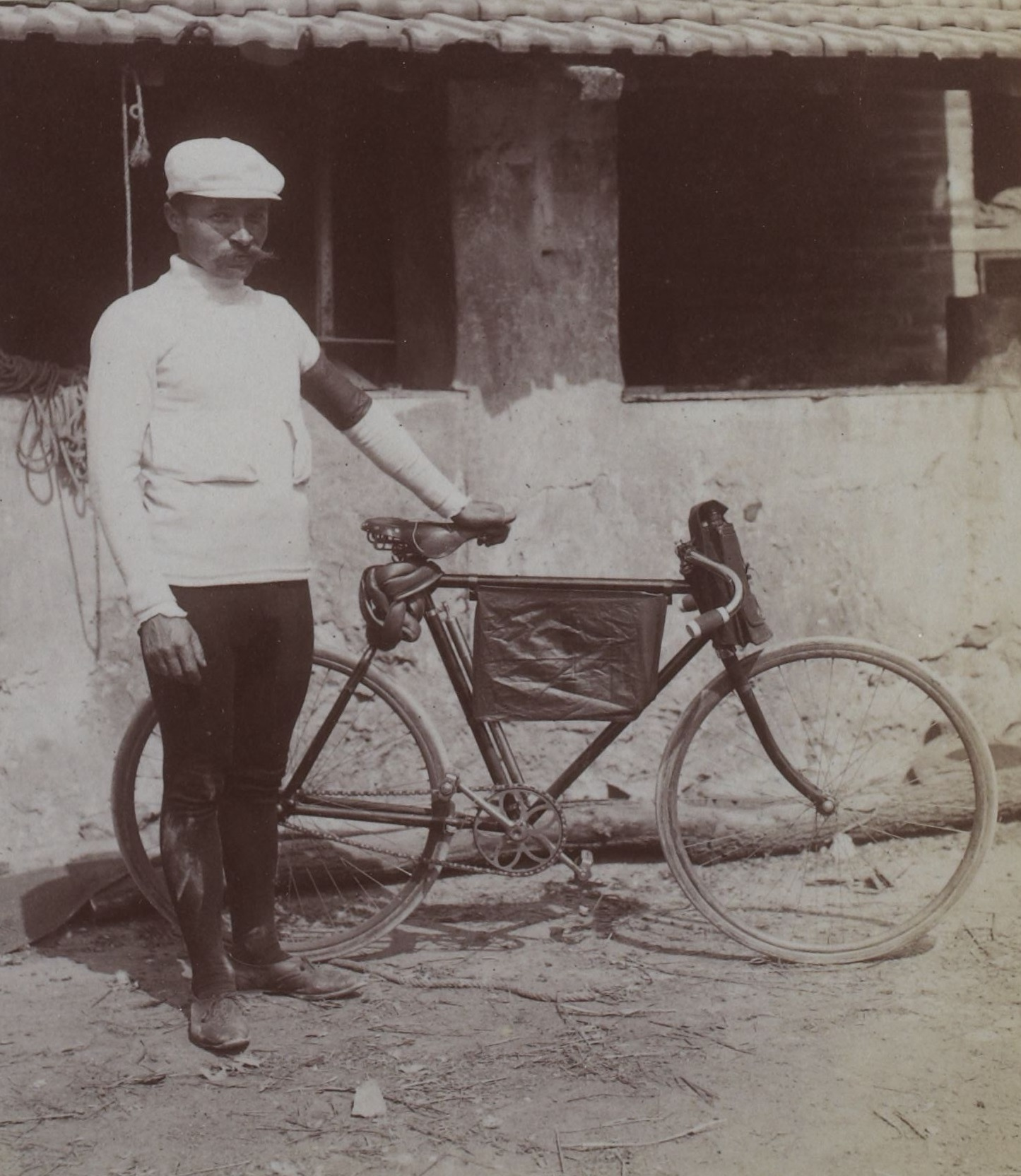
Maurice Garin au départ de la première étape.

En 1903, le Tour de France est créé par Henri Desgrange, directeur du journal L'Auto, dans le but de promouvoir les ventes de son journal et d'affaiblir son concurrent Le Vélo. Le parcours comprend six étapes reliant les principales villes françaises, pour un total de 2 428 kilomètres. Maurice Garin est le premier coureur à adresser son engagement à L'Auto, ce qui lui vaut de porter le dossard no 1. Henri Desgrange en fait d'ailleurs le favori de l'épreuve et lui oppose Hippolyte Aucouturier, surnommé l'Hercule de Commentry, vainqueur en 1903 de Paris-Roubaix et Bordeaux-Paris.
Le départ de la première étape est donné à Montgeron, dans la banlieue sud de Paris, devant le café Le Réveil-matin, où les organisateurs ont installé le point de contrôle. Alors que les coureurs approchent de Cosne-sur-Loire, après six heures de course, la plupart d'entre eux décident de s'arrêter dans une auberge pour se ravitailler, à l'exception de Maurice Garin, Émile Pagie et Léon Georget. Ce dernier crève avant d'atteindre Nevers et laisse filer ses deux compagnons d'échappée. Les deux hommes mènent la course en maintenant un rythme soutenu, ce qui leur permet d'accroître régulièrement l'avance qu'ils possèdent sur leurs principaux poursuivants. Ils franchissent ensemble les différents points de contrôle, ainsi que le col du Pin-Bouchain, avant de filer à toute allure vers Lyon, terme de la première étape. Maurice Garin profite de la chute d'Émile Pagie à 200 mètres de la ligne d'arrivée pour gagner l'étape, couverte en un temps de 17 h 45 min 13 s. Pagie suit à moins d'une minute, tandis que le troisième de l'étape, Léon Georget, accuse déjà un retard de près de 35 minutes. Dès cette première étape, Maurice Garin semble déjà en mesure de remporter la victoire finale, d'autant que son principal concurrent, Hippolyte Aucouturier, a abandonné en cours d'étape, se plaignant de douleurs d'estomac.

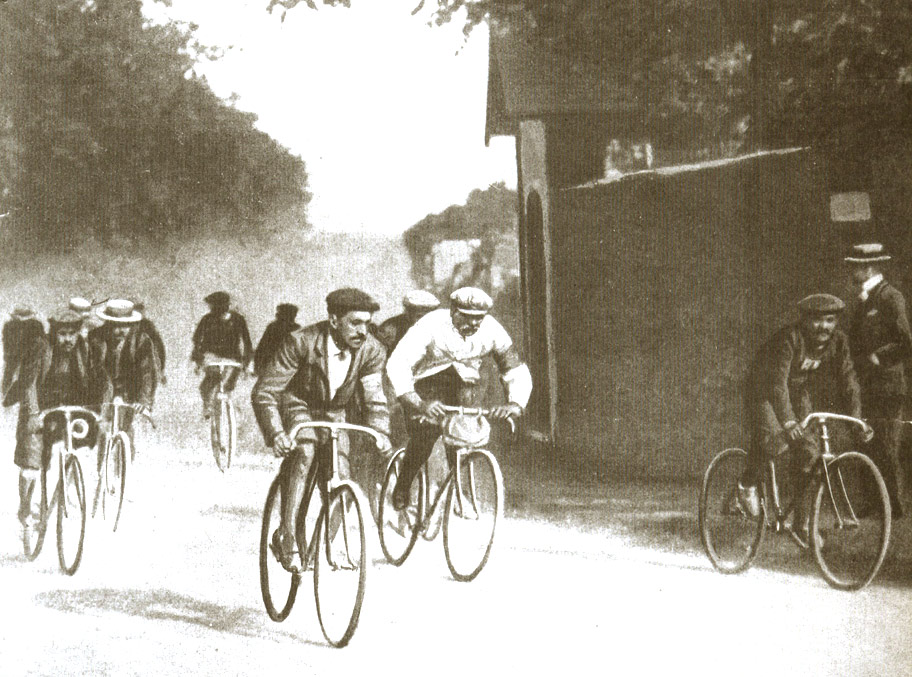
Maurice Garin au milieu de la foule en cours d'étape.

Maurice Garin connaît quelques déboires au début de la deuxième étape, crevant à Rive-de-Gier et chutant à l'entrée de Saint-Étienne, ce qui lui fait perdre beaucoup de temps sur les hommes de tête. Il se classe finalement 4e à l'arrivée de l'étape à Marseille, à plus de 26 minutes du vainqueur Hippolyte Aucouturier. Surtout, arrivé dans le sillage du premier, Léon Georget revient à moins de 9 minutes de Garin au classement général. Aucouturier gagne également la troisième étape à Toulouse tandis que Maurice Garin se classe à nouveau 4e. Il conforte néanmoins son avance au classement général car souffrant de diarrhée, Léon Georget est retardé et accuse un retard de près de deux heures. Dans la quatrième étape, Garin ne cède rien à ses concurrents, se classant 5e alors que le Suisse Charles Laeser se montre le plus rapide à Bordeaux.
Maurice Garin assomme le Tour dans la cinquième étape entre Bordeaux et Nantes. Il gagne au sprint devant Gustave Pasquier et Lucien Pothier, désormais deuxième du classement général à près de trois heures de Garin. À bout de forces, Léon Georget abandonne. Quatrième de l'étape, Fernand Augereau remonte à la troisième place du classement général, mais accuse Garin de tricherie : celui-ci lui aurait demandé de lui laisser la victoire, ce qu'Augereau refuse. Garin demande alors à Pothier, son coéquipier chez La Française, de faire chuter Augereau, puis piétine son vélo, rendant sa roue arrière hors d'usage. Il aurait également offert 100 francs aux autres coureurs du groupe pour qu'ils ne lui viennent pas en aide. Cet incident, auquel le quotidien L'Auto, organisateur du Tour de France, ne consacre pas une ligne, est relaté par Le Monde sportif.

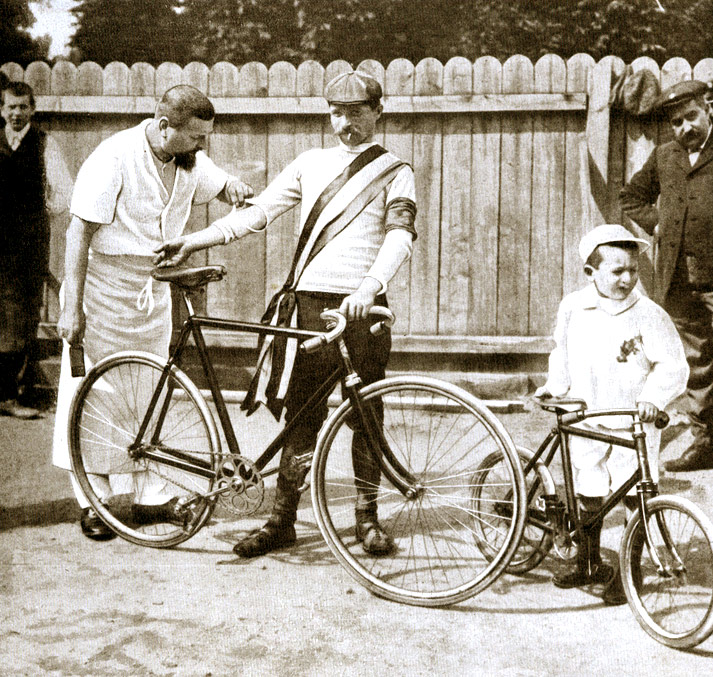
Maurice Garin avec son fils et son masseur.

Cet incident vaut à Maurice Garin d'être copieusement sifflé au départ de la sixième et dernière étape, à Nantes. Il mène le peloton en direction de Paris et imprime un rythme soutenu dans la vallée de Chevreuse, faisant sauter un à un les autres coureurs. C'est pourtant l'un d'entre eux, Jean Fischer, qui place une attaque que seul Fernand Augereau peut suivre. La fin d'étape est indécise : Fischer chute lourdement, Augereau crève et c'est finalement Garin qui s'impose sur la ligne d'arrivée tracée à Ville-d'Avray.
Vainqueur de trois étapes, Maurice Garin gagne le Tour de France en 94 h 33 min 14 s et remporte 6 125 francs de prime,. Spécialiste de l'épreuve, le journaliste Pierre Chany rapporte l'enthousiasme que soulève cette victoire : « Dans la ville qui a adopté Maurice Garin, à Lens, un immense défilé a été organisé avec la participation de tous les notables de la région. Avant de quitter Paris le lundi soir, le lendemain de la course, le gagnant a effectué une visite, par politesse, à Henri Desgrange et, dans un geste sans précédent, tiré une feuille de papier de sa poche. C'était un article "afin de simplifier l'interview", a-t-il expliqué. Là, il a donné ses sentiments pendant la course, a donné son opinion sur la formule par laquelle la course a été courue et a félicité ses rivaux ». Il reconnaît que sa victoire lui a coûté de nombreux efforts : « Les 2 500 km que je viens de faire me font l'effet d'une grande ligne grise, monotone, où rien ne tranche sur le reste. Pourtant j'ai peiné sur la route, j'ai eu faim, j'ai eu soif, j'ai eu sommeil, j'ai souffert, j'ai pleuré entre Lyon et Marseille, c'était le prix à payer pour gagner d'autres étapes. »
Le cycliste est accueilli en héros dans sa ville de Lens où il tient un magasin de bicyclettes rue de Lille. Il défile dans les rues, acclamé par plusieurs milliers de personnes, avant d'être reçu à l'hôtel de ville par le maire de Lens, Émile Basly. Un bronze représentant la victoire couronnant le travail lui est offert.

#### Deuxième victoire sur le Tour puis déclassement (1904)

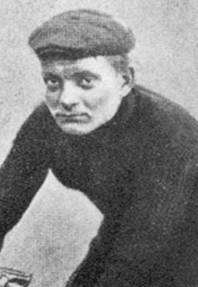
Henri Cornet est déclaré vainqueur du Tour 1904 après disqualification de Maurice Garin.

Après sa victoire lors de la première édition, Maurice Garin est le favori logique du Tour 1904. Il le remporte devant Lucien Pothier, comme l'année précédente, mais sa victoire lui est retirée au profit du jeune Henri Cornet. De nombreuses infractions au règlement de la course sont constatées, tandis que la course suscite une passion sans précédent parmi les spectateurs, dont les actes de chauvinisme local exacerbés, des spectateurs allant jusqu'à abattre des arbres pour bloquer certains concurrents ou en frapper d'autres. Maurice Garin déclare d'ailleurs pendant la course : « Je vais gagner le Tour de France à condition que je ne sois pas assassiné avant d'arriver à Paris ».
Dès la première étape, Garin et Pothier sont agressés par quatre hommes masqués dans une voiture. Lors de l'étape suivante entre Lyon et Marseille, Alfred Faure mène l'étape qui passe par Saint-Étienne, la ville où il demeurait, lorsqu'une centaine de spectateurs tentent d'arrêter le reste du peloton pour lui permettre de gagner. La situation de crise n'est résolue qu'après l'arrivée des officiels qui dispersent la foule en tirant en l'air avec leur revolver. Maurice Garin, qui reçoit notamment des coups de matraque lors de ces échauffourées, est blessé à la main.
Les débordements deviennent monnaie courante et neuf coureurs sont disqualifiés pendant la course pour avoir utilisé des voitures. Garin est accusé d'avoir bénéficié de la bienveillance des organisateurs, qui lui permettent de s'alimenter au cours d'une étape sans que cela ne soit autorisé. La raison avancée par ses détracteurs est que son sponsor, l'équipe La Française possède un intérêt financier important dans la course.
Devant ces nombreux actes de tricherie soupçonnés ou attestés, l'Union vélocipédique de France (UVF) mène une enquête scrupuleuse. Des dizaines de concurrents et de témoins de la course sont entendus. Le 30 novembre, soit plus de quatre mois après l'arrivée du Tour, les quatre premiers du classement général, à savoir Maurice Garin, Lucien Pothier, César Garin et Hippolyte Aucouturier, sont disqualifiés. Leurs victoires d'étape sont également annulées. Cinquième du classement général, Henri Cornet est déclaré vainqueur du Tour de France. Garin est suspendu deux ans, tandis que Pothier est suspendu à vie. Au total, les accusations de tricherie visent 29 coureurs.
Pour motiver ses décisions, l'UVF invoque des violations aux articles 5, 6, 7 et 8 du règlement du Tour. Henri Desgrange, directeur de l'épreuve qui s'était répandu en articles sanglants pendant le Tour pour stigmatiser notamment l'attitude intolérable des spectateurs, utilise alors les colonnes de son journal L'Auto pour défendre certains coureurs dont les frères Garin et Aucouturier au premier chef.
Le journaliste Édouard Boeglin s'interroge au sujet de la suspension de Maurice Garin : « Fut-il l'objet d'une injustice ? Ce n'est pas impossible. Mais la rigueur des sanctions s'expliquait alors par le discrédit dans lequel était (déjà !) tombé le cyclisme professionnel. Il fallait faire un exemple et donc frapper un champion. Or Maurice Garin était incontestablement le « plus fort coureur de ces années-là. » C'est donc lui qui fut frappé, prioritairement. Il avait trente-quatre ans. La suspension de deux ans qui lui fut infligée interrompit sa carrière. On ne le vit plus jamais à la tête du peloton. »

### Après-carrière

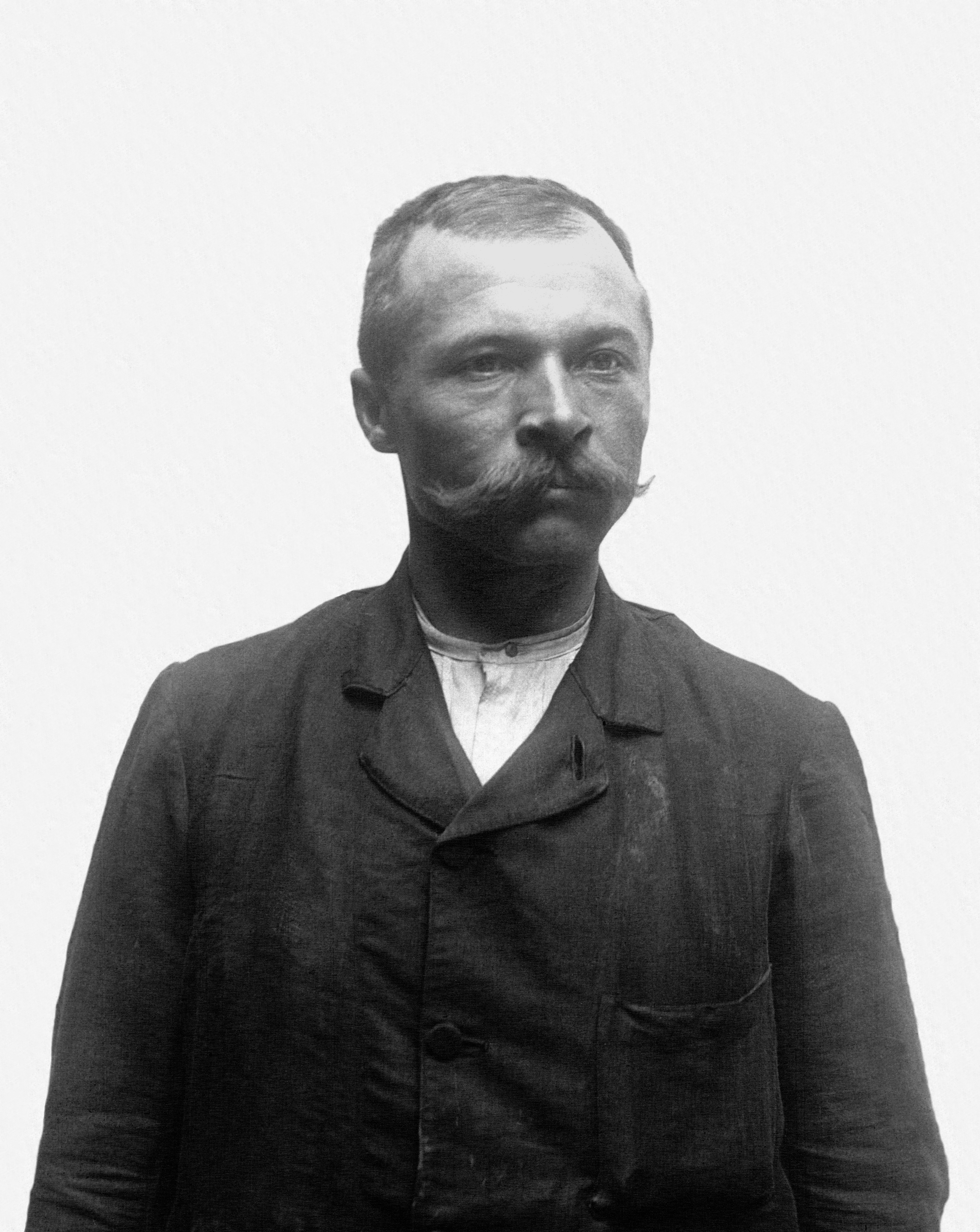
Maurice Garin en 1911.

Maurice Garin se retire du cyclisme à la suite de cette suspension puis en 1905, il s'installe à Châlons-sur-Marne où il ouvre un magasin de bicyclettes. Peu après, il revient finalement à Lens où il achète une station essence. L'enseigne de son magasin représente un cycliste et proclame fièrement « Au champion des routiers du monde ». Elle est détruite par les bombardements alliés sur Lens en 1944.
En 1911, Garin effectue un bref retour à la compétition en participant à la troisième édition de Paris-Brest-Paris. Il se classe 9e, à plus de huit heures du vainqueur, Léon Georget.
Après sa carrière, il conserve son intérêt pour le cyclisme. Il crée ainsi une équipe professionnelle à son nom après la Seconde Guerre mondiale. Parmi les principaux coureurs de sa formation, qui portent un maillot rouge et blanc, figure le Néerlandais van Est, qui gagne Bordeaux-Paris en 1950 et 1952. Lors du 50e anniversaire du Tour de France en 1953, Maurice Garin est invité, au même titre que les anciens vainqueurs de l'épreuve encore en vie, à l'arrivée de la course au parc des Princes. Bien qu'âgé de 82 ans, il accomplit un tour d'honneur à vélo.
Avec l'âge, il devient confus et a tendance à perdre la mémoire comme le raconte son biographe, Franco Cuaz : « Il [Garin] errait à travers Lens demandant : « Où est le contrôle ? Où est le contrôle ? » son esprit l'ayant ramené des années en arrière avec les images des hôtels où les coureurs signaient les feuilles de vérification dans les premiers Tours,. [...] Il finit régulièrement à la station de police de la ville, d'où il est escorté jusqu'à sa maison. Souvent, il était allé loin de chez lui, sans savoir où il était, ni où il allait,. » Il meurt à Lens le 19 février 1957 puis est enterré dans le caveau familial du cimetière de Lens-est à Sallaumines,.

## Postérité

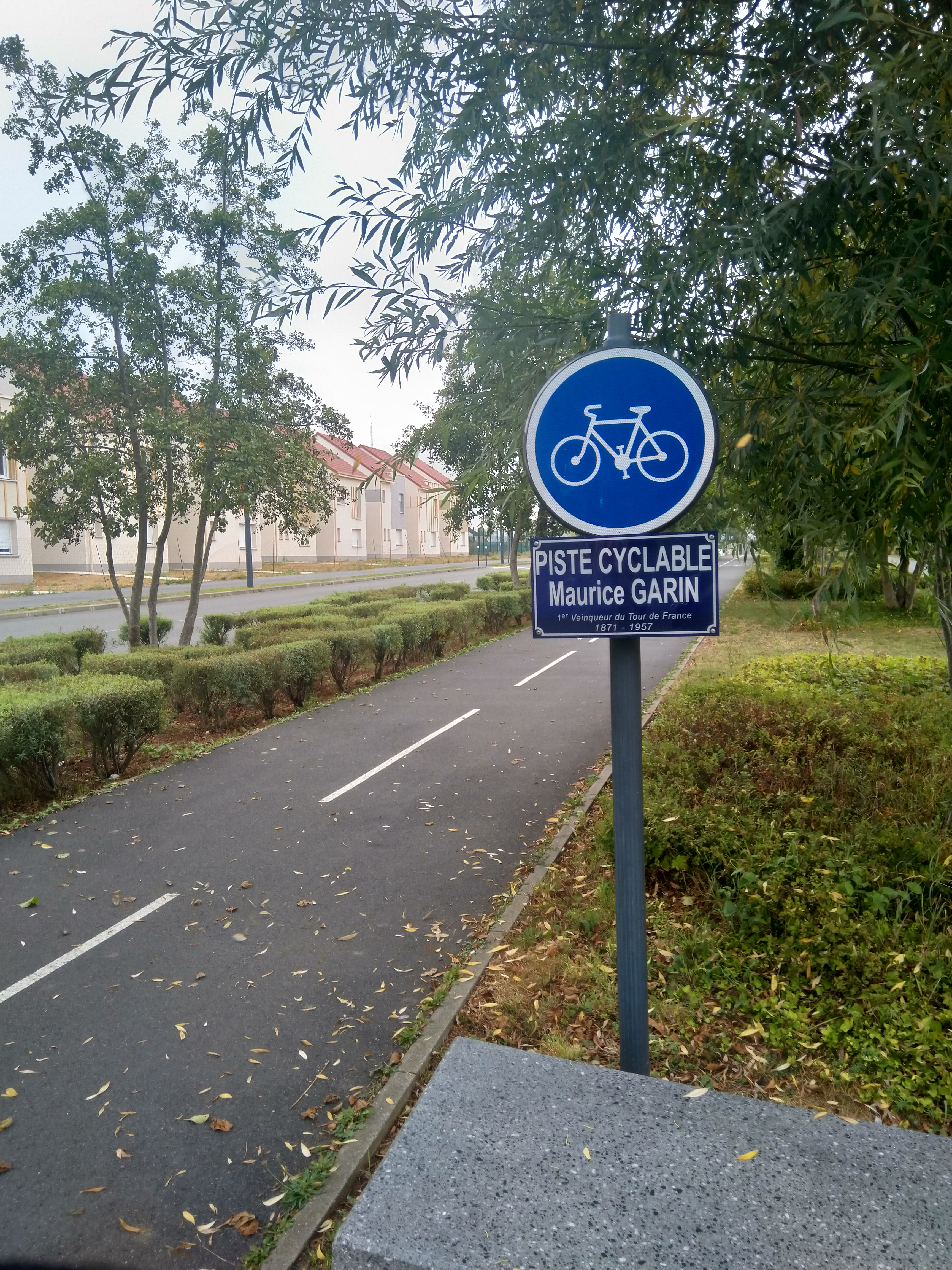
Piste cyclable Maurice Garin à Lens.

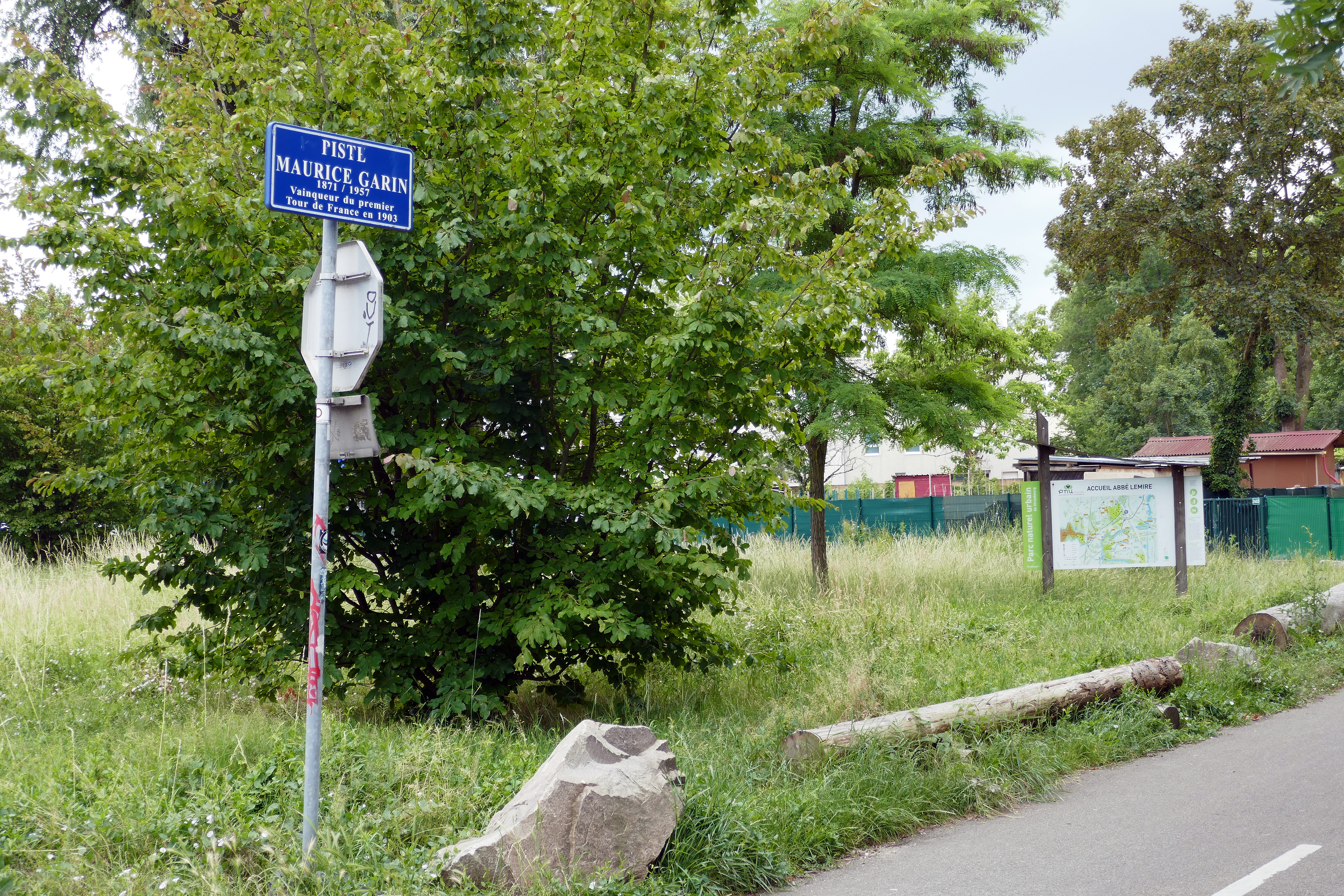
Piste cyclable Maurice Garin à Strasbourg.

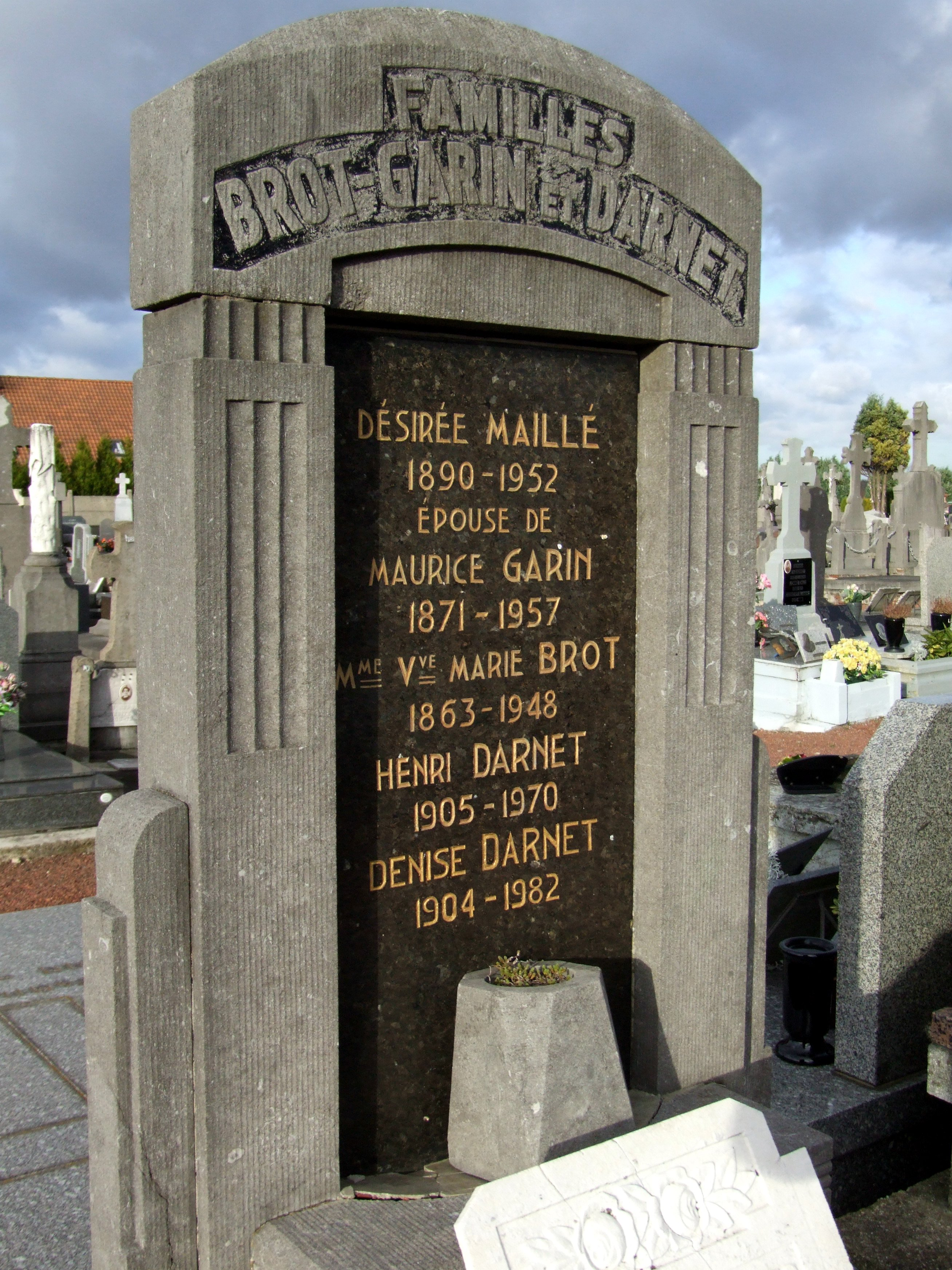
Tombe de la famille Garin.

En 1933, la ville de Lens, à l'initiative de son maire Alfred Maës, entreprend la construction d'un stade vélodrome qu'elle nomme en son honneur. Rasé et reconstruit en 1989, il est inauguré l'année suivante par le ministre de la Jeunesse et des Sports Roger Bambuck. Il est fermé en 2009 et détruit en 2012 dans le cadre du projet de création d'une esplanade ouvrant sur le musée du Louvre-Lens. Plusieurs rues portent le nom du premier vainqueur du Tour de France, comme à La Roche-sur-Yon ou à Nantes.
En 1938, Garin recoit la médaille d'or de l'éducation physique par le ministre des Sports Léo Lagrange. En 2002, il fait partie des coureurs retenus dans le Hall of Fame de l'Union cycliste internationale. En 2004, l'association des Amis de Paris-Roubaix organise une commémoration au cimetière de Lens-est pour placer un pavé sur la tombe du cycliste, une récompense traditionnelle pour les vainqueurs de Paris-Roubaix. Le médaillier de Maurice Garin figure parmi les collections du Musée national du Sport de Nice. Dans le village valdôtain d'Arvier, où il est né, un monument est érigé en son honneur, sur le giratoire pour Léverogne. Son biographe, Franco Cuaz, affirme que « chaque année, la municipalité [lui] envoie les Français qui veulent voir la maison où il est né. C'est une sorte de pèlerinage. » Ce dernier est également à l'origine de la création d'un « prix Maurice-Garin », destiné à récompenser l'esprit offensif et le panache chez les coureurs du Tour de France, dont Richard Virenque et Marco Pantani sont d'anciens lauréats. Une rue d'Aoste porte son nom.

## Controverse sur la nationalité de Maurice Garin
Jusqu'en 2004, il est acquis que Maurice Garin a obtenu la nationalité française en 1892, à 21 ans, juste après sa majorité. Or, cette année-là, le journaliste Franco Cuaz retrouve l'acte de naturalisation du coureur à Châlons-sur-Marne. Il est daté du 21 décembre 1901, soit presque 10 ans après la date initialement admise. Cette découverte signifie que les victoires de Maurice Garin obtenues avant cette date l'ont été sous le drapeau italien. Ainsi, sur Paris-Roubaix, il aura fallu attendre la quatrième édition pour voir un Français remporter la « Reine des classiques ». Petit à petit, les livres évoquant l'histoire du cyclisme ainsi que les sites officiels et spécialisés mettent à jour cette information dans les palmarès des courses,.

## Style de coureur
Le journaliste Jean-Louis Vespini décrit Maurice Garin comme le meilleur coureur de son époque : « Garin a tout gagné ou presque. C'est l'Eddy Merckx du début du siècle. » Il est présenté comme un coureur résistant, qui supporte aussi bien le froid que la chaleur,. Biographe de Maurice Garin, Franco Cuaz le décrit comme « un coureur petit et trapu, à la régularité formidable » et « qui avait gagné toutes les courses qui comptaient ». Il affirme qu'il était également un coureur « intelligent, rusé, instinctif et calculateur ». L’Encyclopédie Larousse, dans un article consacré au sport, l'élève au rang des plus grands champions : « Comme le héros antique, le champion sportif est celui qui surmonte toutes les difficultés, tel Maurice Garin [...], le premier vainqueur du Tour de France, en 1903, bête de combat, hercule, géant selon la presse de l'époque. » Mesurant 1,63 m, son gabarit lui vaut son surnom de « petit ramoneur ». Pour autant, Jacques Augendre le considère « grand par la bravoure ».

## Palmarès
Les principaux éléments du palmarès de Maurice Garin sont présentés ici,,.

### Palmarès sur route
| - 1893 - Dinant-Namur-Dinant - 3e d'Amiens-Dieppe - 1894 - Prix d'Avesnes-sur-Helpe - 2e de Paris-Besançon - 2e de Lille-Boulogne - 2e de Bruxelles-Nieuport - 3e de Paris-Spa - 4e de Liège-Bastogne-Liège - 1895 - Guingamp-Morlaix-Guingamp - 1896 - Paris-Le Mans - Paris-Mons - Liège-Thuin - 2e de Roubaix-Ostende - 3e de Paris-Roubaix - 1897 - Paris-Roubaix - Paris-Royan - Paris-Cabourg - Tourcoing-Béthune-Tourcoing | - 1898 - Paris-Roubaix - Tourcoing-Béthune-Tourcoing - Valenciennes-Nouvion-Valenciennes - Douai-Doullens-Douai - 2e de Bordeaux-Paris - 1899 - 3e de Bordeaux-Paris - 3e de Roubaix-Bray-Dunes - 1900 - 2e de Bordeaux-Paris - 3e de Paris-Roubaix - 1901 - Paris-Brest-Paris - 1902 - Bordeaux-Paris - 1903 - Tour de France : - Classement général - 1re, 5e et 6e étapes |  |

### Résultats sur le Tour de France
- 1903 : Vainqueur du classement général et des 1re, 5e et 6e étapes, leader pendant 6 jours
- 1904 : disqualifié

### Palmarès sur piste
| - 1893 - 800 km de Paris - 1894 - 24 heures de Liège - 1895 - 24 heures des Arts libéraux de Paris - 1898 - 50 km d'Ostende | - 1899 - 3e du Bol d'or - 1900 - 3e du Bol d'or - 3e des 24 heures des Jeux olympiques de Paris 1900 |  |

### Record
- 1895 : Record du monde des 500 km sur route derrière entraîneur humain : 15 h 2 min 32 s